# 2420 Ciurlionis
Ciurlionis (asteróide 2420) é um asteróide da cintura principal, a 2,2228052 UA. Possui uma excentricidade de 0,1323692 e um período orbital de 1 497,75 dias (4,1 anos).
Ciurlionis tem uma velocidade orbital média de 18,60842106 km/s e uma inclinação de 14,6262º.
Esse asteróide foi descoberto em 3 de Outubro de 1975 por Nikolai Chernykh.